# سیارک ۶۸۱۹
سیارک ۶۸۱۹ (به انگلیسی: 6819 McGarvey، نامگذاری:1983LL) شش هزار و هشتصد و نوزدهمین سیارک کشف شده‌است که در ۱۴ ژوئن ۱۹۸۳ کشف شد.
قدر مطلق سیارک برابر ۱۳٫۸۰ است.